# Deirdre Shannon
Deirdre Shannon är en irländsk musiker. Hon spelar harpa, piano och sjunger traditionell irländsk musik, oftast på iriska.
År 1997 var hon med på Michael Flatleys världsturné Lord of the Dance. Hon har sjungit med ett flertal irländska grupper, bland andra Celtic Thunder, Celtic Woman och Anúna.

## Diskografi
- Deirdre Shannon (2006)
- Anamċeol (2011)